# بابريكا (فلم 1991)

بابريكا هو فيلم إيطالي من إخراج تينتو براس مبني على رواية فاني هيل للكاتب جون كليلاند. الفيلم من بطولة ديبورا كابريولو، ستيفان فيرارا ومارتين بروتشارد، صدر الفيلم في 13 فبراير 1991.

## روابط خارجية
- مقالات تستعمل روابط فنية بلا صلة مع ويكي بيانات